# أماغي
أماغي هي بلدية في اليابان، وبلدة في اليابان، تقع في مقاطعة أوشيما، بلغ عدد سكانها 5,712 نسمة وذلك حسب إحصائيات سنة 2018، تبلغ مساحتها 80.40 كيلومتر مربع، رمزها البريدي هو 891-7612.

## الموقع
تشترك في الحدود مع:
- توكونوشيما
- إيسن  [لغات أخرى]‏.